# Schlacht von Le Cateau (1794)
Die Schlacht von Le Cateau (auch: Gefecht bei Cateau Cambresis) ereignete sich am 29. März 1794 als Teil des ersten Koalitionskrieges. Dabei trafen drei französisch-republikanische Divisionen auf ein Kontingent der österreichischen Armee, welches die Franzosen nach heftigem Gefecht zum Rückzug zwang.

## Vorgeschichte
Das Gefecht ereignete sich während des ersten Koalitionskrieges. In diesem Konflikt kämpfte ein Bündnis aus vorrangig deutschen Staaten wie Österreich und Preußen, dessen regierende Adelsschicht sich durch das Gedankengut der französischen Revolution bedroht fühlte, gegen das republikanische Frankreich.
Im Jahre 1794 plante die Koalition, die bereits nach Frankreich vorgedrungen war, eine groß angelegte Offensive, welche die französische Armee endgültig zerschlagen sollte. Jedoch war bereits 1793 in Frankreich, ohne das Wissen der Koalition, die Wehrpflicht (Levée en masse) eingeführt worden, welche die französische Armee auf eine Stärke von ca. 700.000 Mann brachte. Um der anfänglich erfolgreichen Offensive der ersten Koalition zu widerstehen, griff die französische Armee die Österreicher und Preußen mit all ihren Reserven an. Dieser Gegenangriff, in dessen Zuge sich die Schlacht von Cateau ereignete, fand in der Schlacht von Fleurus seinen Höhepunkt.

## Schlachtverlauf
Das Gefecht begann, als drei französische Divisionen, deren Befehlshaber einen Angriff der Österreicher fürchteten, ebendiese attackierten, um dem Angriff der Österreicher zuvorzukommen. Allerdings wurde jede Division von einem unterschiedlichen Befehlshaber geleitet, welche sich in mehreren Punkten uneins waren, und die Divisionen bestanden aus unerfahrenen Soldaten.
Die österreichischen Stellungen bei Le Cateau, Beauvois und Solesmes sollten von je eine der Divisionen zeitgleich angegriffen werden. Aufgrund der schlechten Koordinierung trafen die Divisionen aber zu unterschiedlichen Zeitpunkten auf die Österreicher. Während die Division von Antoine Balland bereits in heftige Gefechte um Le Cateau verwickelt war, entschied Jacques Fromentin mit seiner Division ebenfalls Le Cateau anstatt Solesmes anzugreifen, um einen schnellen Sieg zu erzwingen. Allerdings berichtete er Jacques Gilles Henri Goguet, dem Befehlshaber der dritten Division, nicht von seiner Verlagerung. Dieser konnte deswegen nicht den Rücken der beiden Divisionen decken. Der österreichische Befehlshaber Paul Kray erkannte dies und ordnete eine Kavallerieattacke an, die den Franzosen in den Rücken fiel. Daraufhin mussten sich die drei Divisionen unter schweren Verlusten zurückziehen.

## Folgen
Die Schlacht von Le Cateau war von geringer strategischer Bedeutung. Die Franzosen erlitten ca. 1500 Verluste, während die Österreicher lediglich 500 Verluste zu beklagen hatten.